# Fontes (Abrantes)
Fontes is een plaats (freguesia) in de Portugese gemeente Abrantes en telt 819 inwoners (2001).